# Helena Delaš
Helena Delaš (Vinkovci, 1973.), hrvatska je jezikoslovka (kroatistica). Zaposlena na Filozofskom fakultetu u Zagrebu (Odsjek za kroatistiku). Posebno područje interesa joj je hrvatska akcentologija.

## Životopis
Rođena 1973. godine u Vinkovcima. Osnovnu školu završila u Jarmini, matematičku Gimnaziju u Vinkovcima, a u Osijeku srednju glazbenu školu. Studirala jednopredmetnu kroatistiku na Filozofskome fakultetu Sveučilišta u Zagrebu. Diplomirala 1999. (profesor hrvatskoga jezika i književnosti), magistrirala 2003. na Poslijediplomskome znanstvenom studiju kroatistike jezičnoga smjera, doktorirala 2009. na Doktorskome studiju kroatistike. 2002. godine izabrana u zvanje mlađeg asistenta na Katedri za hrvatski jezik i književnost u Odsjeku za izobrazbu učitelja Učiteljske akademije Sveučilišta u Zagrebu. 2003. godine izabrana u nastavno zvanje lektora za predmet Jezične vježbe na Katedri za hrvatski standardni jezik u Odsjeku za kroatistiku Filozofskoga fakulteta Sveučilišta u Zagrebu. U skladu sa svojim znanstvenim i stručnim interesom diplomirala, magistrirala i doktorirala na temama iz akcentologije hrvatskoga jezika (tema diplomskoga rada: Jedan ogled naglaska posavskoga govora; tema magistarskoga rada: Silazni naglasci na nepočetnim slogovima riječi, tema doktorskoga rada: Hrvatska standardna prozodija s obzirom na usporedbu dvaju naglašivanja: Starčevićeva i Daničićeva). 
Na Odsjeku za kroatistiku predaje kolegije Jezične vježbe I i Jezične vježbe II (preddiplomski studij) te kolegij Hrvatska standardna prozodija (diplomski studij).
Zalaže se za „jednoznačnost i jednostavnost” hrvatskoga standardnog jezika i protivi se „dvostrukostima i umnoženenim iznimkama”.

## Izabrana bibliografija
Znanstvene monografije
- Prozodija Šime Starčevića, Pergamena: Zagreb, 2012.
- Hrvatska preskriptivna akcentologija, Pergamena: Zagreb, 2013.